# Josip Novak (duhovnik)
Josip Novak, slovenski rimskokatoliški duhovnik in pesnik, * 25. december 1833, Podbrezje, † 11. november 1883, Kočevje.

## Življenje in delo
Rodil se je očetu Janezu in materi Mariji. Po končani gimnaziji v Ljubljani (1854) je prav tu v letih 1855−1859 študiral bogoslovje in bil 1859 posvečen v duhovnika. Kaplan je bil v Selcih, na Krki, Vinici in v Žužemberku, od 1871–1883 pa župnik in dekan v Kočevju.
Na gimnaziji mu je njegov učitelj slovenščine Metelko priznal »večinoma temeljito umevanje in spretno izražanje«. Pesmice je objavil v raznih listih (Vedežu, 1850; Novicah 1853–1858, 1863; Vodnikovem spomeniku, 1859; in drugih.